# 爬树蕨
爬树蕨（学名：Arthropteris palisotii）为肾蕨科爬树蕨属下的一个种。